# Asaphidion
Asaphidion (лат.) — род жужелиц из подсемейства трехин. Описано около 40 видов; распространены в Европе, Азии, Канаде и Марокко.
Характерные признаки для представителей рода:
- верхняя сторона тела в тонких прилегающих волосках, которые образуют пятнистый рисунок;
- пунктировка (крошечные ямки) на надкрыльях спутанные;
- на надкрыльях нет упорядоченных бороздно и точечных рядов; без пришовной бороздки;
- глаза сильно выпуклые, сверху слегка прикрыты лопастевидными выростами лба;
- голова, включая глаза, шире ширины переднеспинки;
- переднеспинка небольшая, сердцевидная, в густой пунктировке и волосках.